# Meranoplus mucronatus
Meranoplus mucronatus är en myrart som beskrevs av Smith 1857. Meranoplus mucronatus ingår i släktet Meranoplus och familjen myror. Inga underarter finns listade i Catalogue of Life.